# Andrew Linzey
Reverend profesor Andrew Linzey, doktor filosofie, doktor bohosloví a doktor honoris causa (* 7. února 1952 Oxford) je britský anglikánský kněz, teolog a přední osobnost křesťanského vegetariánství. Je členem pedagogického sboru teologické fakulty Oxfordské univerzity. Byl prvním akademikem, který začal vyučovat teologii a pohodu zvířat (na Mansfield College a Blackfriars Hall v Oxfordu) a prvním profesorem zvířecí etiky na Graduate Theological Foundation v USA. V současnosti je hostujícím profesorem Winchesterské univerzitě a speciálním profesorem na Univerzitě svatého Xaviera v Chicagu.
Linzey podporuje obhájce práv zvířat v jejich kritice křesťanské tradice, protože podle něj byla – a stále je – velmi bezohledná vůči zvířatům. Křesťané i Židé dopustili čtení dávných textů jako je Genesis takovým způsobem, který schvaluje tyranii zvířat. Současně však Linzey zastává názor, že není třeba křesťanství zcela odepsat, protože má velké množství zdrojů, argumentujících pro pozitivní etiku vůči zvířatům. Tvrdí, že křesťanská teologie poskytuje některé unikátní způsoby oceňování zvířecího života.

## Akademická činnost
Andrew Linzey byl součástí Oxfordské skupiny a roku 1977 pomohl spolu s Richardem Ryderem zorganizovat první akademickou konferenci o právech zvířat na Trinity College v Cambridge.
Roku 2006 Linzey založil nezávislé Oxfordské centrum pro zvířecí etiku, aby podnítil studium tohoto oboru. Je autorem a editorem nejméně dvaceti knih a 180 článků o právech zvířat, mezi nejznámější patří Animal Rights: A Christian Perspective (1976), Christianity and the Rights of Animals (1987), Animal Theology (1994) a Why Animal Suffering Matters: Philosophy, Theology, and Practical Ethics (2009). Linzey je také editorem Žurnálu zvířecí etiky (Journal of Animal Ethics) a spolu se svou dcerou, teoložkou Clair Linzey, je editorem řady Zvířecí Etika (Animal Ethics) od vydavatelství Palgrave Macmillan.

Často je citován jeho výrok:
Zvířata jsou boží stvoření, nikoli lidský majetek, nikoli nástroje či zdroje, nikoli komodity, ale z božího pohledu drahocenné bytosti. [...] Křesťané, jejichž oči jsou upřeny na hrůznost ukřižování, jsou ve výjimečné pozici, aby porozuměli hrůznosti utrpení nevinných. Kříž Krista je bohova absolutní identifikace se slabými, bezmocnými a zranitelnými, ale především se všemi, kdo nemají žádnou ochranu a v nevinnosti trpí.
Linzey také navrhuje zavedení národního registru pachatelů krutostí na zvířatech. Těmto násilníkům potom má být zakázáno držet zvířata nebo s nimi pracovat. Vzhledem k velmi rozsáhlé psychologické, sociologické, lékařské a statistické evidenci pro souvislost krutosti vůči zvířatům s násilnostmi vůči lidem, by podle něj zavedení takového registru pomohlo vytvořit morálně bezpečnější svět i pro lidské bytosti. Současně s registrem Linzey navrhuje zavedení povinného tréninku empatie pro tyto provinilce – přístupu založeném na křesťanských principech pokání a soucitu. Podle něj vězení není řešením, protože nejenže přibližně 40 % vězňů se proviní znovu, ale také vězení často dehumanizuje lidi. Kurzy empatie by měly být potom sponzorovány ochranáři zvířat.

### Křesťanství a práva zvířat
Publikace Christianity and the Rights of Animals z roku 1987 se zabývá zvýšeným zájmem křesťanů o to, jak se zachází se zvířaty. Stále více křesťanů si podle Linzeye myslí, že se naše postoje vůči zvířatům musí změnit. Jedná se o první publikaci s detailně propracovanou teologickou argumentací pro práva zvířat, která kritizuje naši necitlivost vůči zvířecím životům.

### Zvířecí teologie
Kniha Animal Theology z roku 1994 zkoumá zacházení se zvířaty a jejich status z teologické perspektivy. Reviduje náhled křesťanů na to, co znamená boží plán lidské vlády nad přírodou. Kritizuje předchozí koncepce, které ospravedlňovaly krutost vůči zvířatům: podle něj naopak tento vztah znamená, že úkol stanovený Bohem je modelem štědrosti vůči utlačovaným a zranitelným, který je aplikovatelný jak na lidi, tak na ostatní zvířata.
Zatímco paradigma štědrosti bylo oceněno jako přínos pro křesťanskou debatu o právech zvířat filosofem Danielem Dombrowskim, Bronislaw Szerszynski tvrdí, že co se týče experimentace na zvířatech, lovu, jezení masa a genetického inženýrství, je model příliš zjednodušující a absolutistický.

### Proč na utrpení zvířat záleží: Filosofie, teologie a praktická etika
Kniha Why Animal Suffering Matters: Philosophy, Theology, and Practical Ethics z roku 2009 se zabývá emocemi, které vzbuzují fotografie krutostí vůči zvířatům a tím, zda se jedná pouze o emoční záležitost, nebo zda pro opozici krutosti vůči zvířatům existují racionální základy. Linzey představuje komplexní racionální obhajobu rozšíření morálního zájmu na všechny cítící bytosti a ukazuje, že mnoho argumentů, které se snaží ospravedlnit způsobování utrpení, jsou ve skutečnosti argumenty proti němu. Například absence rozumu či duše či jazyka u zvířat podle něj neznamená ospravedlnění k jejich vykořisťování, ale naopak: jejich neschopnost dát nebo odepřít souhlas, neschopnost zastávat své zájmy, dokazovat svou morální nevinnost a jejich relativní bezbrannost nám přikazují jim neubližovat. Linzey zkoumá argumenty pro tři kontroverzní praktiky (lov s využitím psů, kožešinové farmy a komerční lov tuleňů) a jejich ekonomické, právní a politické aspekty. Ukazuje, že tyto argumenty nemohou v racionální diskuzi obstát.

### Stvoření stejného Boha: průzkumy ve zvířecí teologii
Kniha Creatures of the Same God: Explorations in Animal Theology z roku 2009 je sbírkou esejí, kterou Linzey odpovídá na kritiku práv zvířat ze strany ekoteologů, církve a politiků. Ukazuje, že křesťanská tradice má k dispozici rozsáhlé prameny a zdroje, které podněcují k tomu, abychom zvířata brali vážně a ukazuje, že zvířata mají své právoplatné místo po boku lidských bytostí, jakožto stvoření téhož Boha. Jedna z esejí se také zabývá Ježíšem a zvířaty v návaznosti na zapomenutou duchovní tradici (z evangelia Matouše a Lukáše), podle které se v Betlémě narodily dvě děti jménem Ježíš, obě dvěma různým párům rodičů stejných jmen. Jiná esej se zabývá také vegetariánstvím raných čínských křesťanů. Kniha je zakončena otevřeným dopisem biskupům ohledně lovu.

### Gayové a budoucnost anglikanismu
Sbírka esejí Gays and the Future of Anglicanism: Responses to the Windsor Report z roku 2005 se zabývá mírně odlišnou tematikou, a sice rozdělením anglikánského společenství ohledně názorů na homosexualitu. Část chce, aby anglikánství vylučovalo gaye, obzvláště na pozicích knězů a biskupů. Windsorský výkaz je potom viděn jako prostředek k jejich vyloučení, za pomoci centralizace anglikánského společenství a potlačení "svéhlavých" provincií, jako je Episkopální církev Spojených států. Eseje sebrané v této knize, jejichž autory jsou významní britští i američtí akademici, uvážlivě kritizují Windsorský výkaz. Vychází přitom z různých principů: spravedlnosti, opozici centralizace či potřeby morální diverzity v anglikanismu.

### Po Noemovi: zvířata a osvobození teologie
Kniha After Noah: Animals and the Liberation of Theology z roku 1997 je rozsáhlou studií židovských a křesťanských učení o zvířatech. Linzey a jeho spoluautor Dan Cohn-Sherbock argumentují, že zacházení se zvířaty není záležitostí pouze morální, ale také teologickou a duchovní. Ukazují, že křesťané i Židé mnohdy selhali, když se jednalo o soucitný a citlivý přístup ke zvířatům a že způsob, jakým zacházíme se zvířaty, o naší společnosti něco vypovídá. Měli bychom teda rozpoznat pravou, na Bibli založenou hodnotu zvířat, čímž se můžeme osvobodit od modlářství. Podle knihy vírou devalvující zvířata devalvujeme sami sebe a naše vlastní duše.

### Další díla
Andrew Linzey je autorem a spoluautorem mnoha dalších děl, mezi ně patří např.: antologie Píseň stvoření (Song of Creation, sbírka básní různých autorů, kterou editoval spolu s Tomem Reganem); Politická teorie a práva zvířat (Political Theory and Animal Rights); Animal Gospel: Christian Faith as if Animals Mattered; Animal Rites: Liturgies of Animal Care; Animals and Christianity: A Book of Readings; The Link Between Animal Abuse and Human Violence; Other Nations: Animals in Modern Literature; The Global Guide to Animal Protection atd.

## Ocenění
Roku 1990 obdržel za svou teologicko-etickou práci Medaili mírumilovného království. Roku 2001 jej canterburský arcibiskup George Carey jmenoval doktorem bohosloví. Jednalo se o první takové ocenění za práci se zvířaty. Roku 2006 byl za založení a práci pro Oxfordské centrum pro zvířecí etiku oceněn titulem Profesor Henry Bergh zvířecí etiky nadací Graduate Theological Foundation. Opět se jednalo o první profesorství svého druhu na světě.